# Dryopteris orexpansa
Dryopteris orexpansa är en träjonväxtart som beskrevs av Pérez Carro och Fern.Areces. Dryopteris orexpansa ingår i släktet Dryopteris och familjen Dryopteridaceae. Inga underarter finns listade.